# Ош (броненосец)

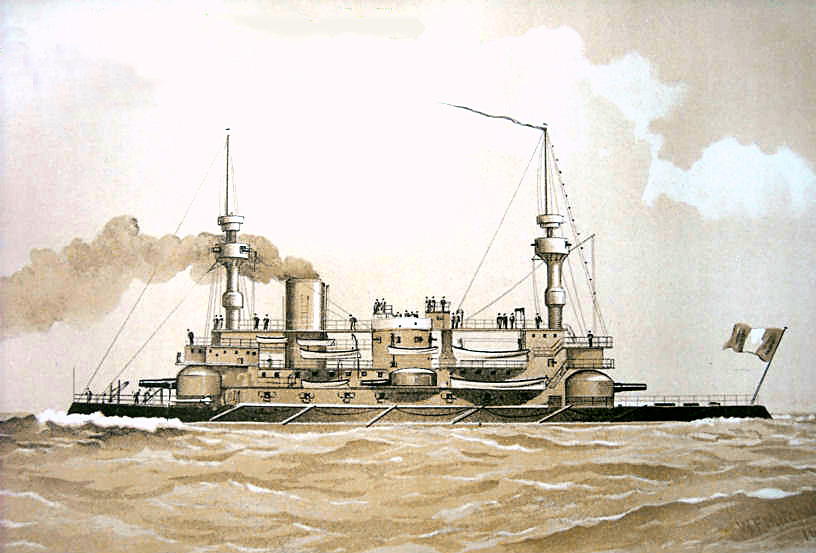
Броненосец «Ош». Рис. Уильяма Митчелла

Броненосец «Ош» (фр. Hoche) — французский броненосец, построенный в 1880-х годах. Первый низкобортный мореходный броненосец первого класса в ВМС Франции.

## История
Французские броненосцы классов «Amiral Duperré» и «Amiral Baudin» хотя и произвели достаточное впечатление в момент своего появления, тем не менее, никогда не считались французским флотом полностью удачными кораблями. Главным их недостатком была малая площадь бронирования высокого надводного борта: узкий броневой пояс прикрывал от вражеских снарядов только ватерлинию. Моряки опасались, что в случае получения боевых повреждений, волны будут захлёстывать в пробоины небронированого борта выше пояса и приведут к потере кораблем остойчивости.
Поскольку полное бронирование по ватерлинии рассматривалось французскими адмиралами как непременное условие (французские военные хотели, чтобы даже получивший боевые повреждения корабль мог поддерживать полный ход), единственным способом решения проблемы виделось уменьшение высоты надводного борта. Кораблестроители считали, что современный уровень технологии позволяет построить броненосец с низким надводным бортом, обладающий приемлемой мореходностью и столь же быстроходный, как и предшествующие высокобортные корабли. Успешный опыт постройки в 1870-х серии барбетных броненосцев второго ранга типа «Terrible» вдохновил французских инженеров на попытку реализации этой же концепции в более крупном корабле.
Проект броненосца нового типа был разработан по инициативе морского инженера Шарля Эрнста Юэна, главного конструктора броненосных кораблей французского флота с 1880 по 1897 год. Долгое время обсуждалось вооружение корабля. В качестве вооружения первоначально предлагались 406-миллиметровые орудия, и даже 450-миллиметровые орудия, но постепенно возобладали более разумные концепции и калибр орудий уменьшили до 340 миллиметров.

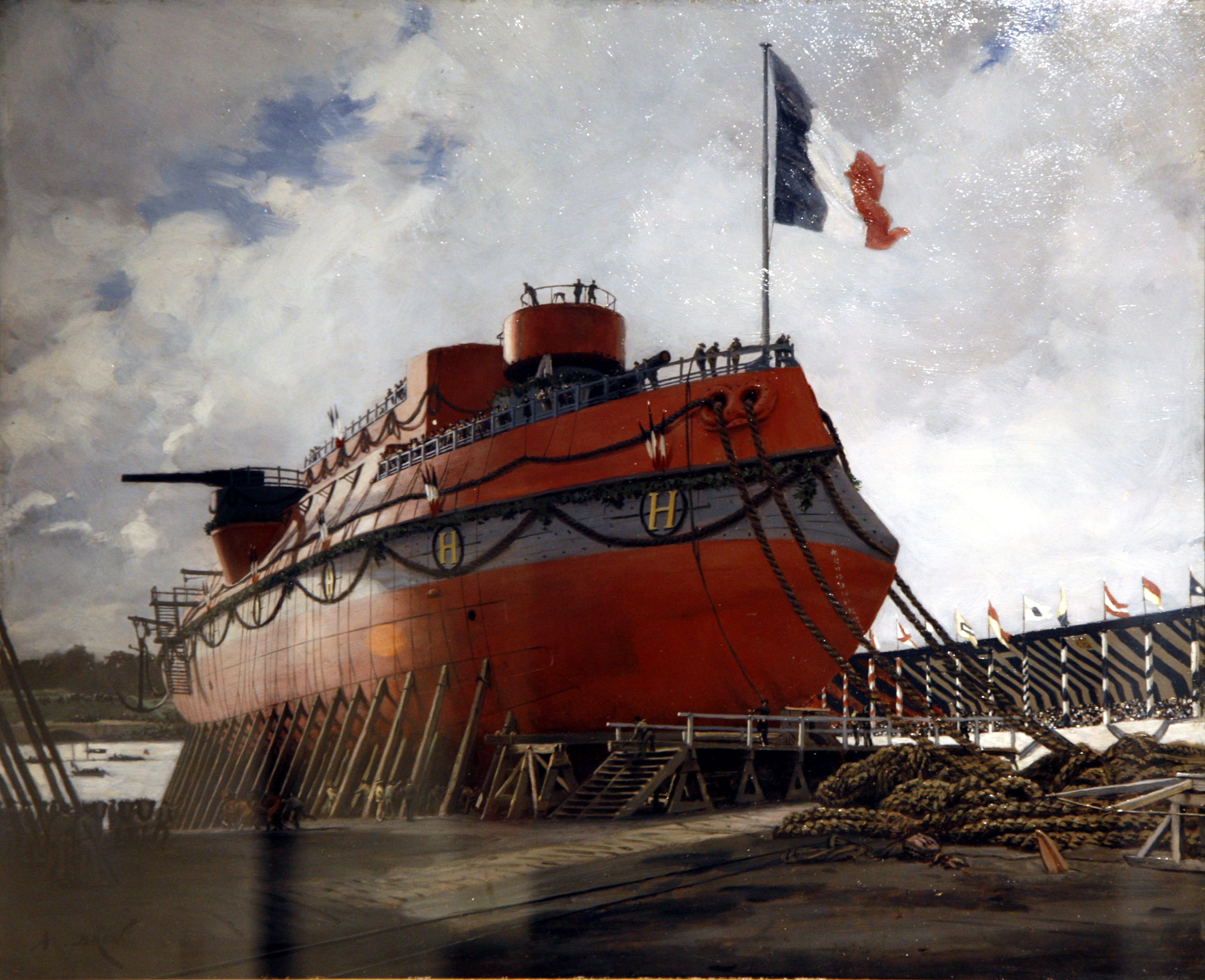
Спуск на воду «Ош» в 1886 году

В процессе проектирования проект подвергся существенным переработкам ввиду частой смены морских министров во Франции, каждый из которых имел свои взгляды на перспективы развития флота. Окончательный проект был утверждён только спустя четыре месяца после закладки.

## Конструкция
Броненосец, названный в честь генерала Лазара Оша, существенно отличался от французских кораблей предшествующих классов. Он имел сравнительно низкий надводный борт, полностью защищённый бронёй. Вспомогательные помещения и кубрики экипажа, ранее размещавшиеся в корпусе, были перенесены в чрезвычайно развитые надстройки. Единственная труба была сильно сдвинута вперёд.
По краям надстройки возвышались две массивные бронированные мачты с тяжёлыми многоярусными закрытыми марсами. Французские адмиралы считали, что с подобных мачт удобно управлять боем. Также марсы служили для установки лёгкой противоминной артиллерии, имевшей в результате хорошие сектора обстрела. Но при всех своих достоинствах, развитые надстройки и тяжёлые боевые мачты стали причиной существенного смещения центра тяжести корабля вверх.
Броненосец имел полное водоизмещение порядка 11502 тонн и оказался даже несколько меньше предшествующих кораблей. Его полная стоимость по оценкам 1891 года составила 19,583 миллиона франков, что было довольно дёшево по меркам времени. Но из-за постоянных бюджетных проблем французского адмиралтейства постройка корабля затянулась почти на 9 лет.

### Вооружение
Первоначально, французское командование собиралось вооружить броненосец четырьмя 340-миллиметровыми орудиями в четырёх ромбически расположенных барбетах. Но уже в ходе постройки, 17 августа 1882 года, военно-морской министр адмирал Клуэ предложил заменить носовую и кормовую барбетные установки (к этому времени уже начавшие считаться слишком уязвимыми) вращающимися броневыми башнями. По соображениям экономии веса, при переделке проекта было решено оставить только два 340-миллиметровых орудия в носовой и кормовой башнях, в бортовых же установках установить пушки меньшего калибра.
В результате, вооружение броненосца состояло из двух 340-миллиметровых 28-калиберных нарезных орудий, по одному в носовой и кормовой вращающихся башнях, и двух 274-миллиметровых 28-калиберных нарезных орудий в бортовых барбетных установках. Хотя наличие двух близких калибров несколько затрудняло управление огнём, при сравнительно небольших дистанциях боя того времени это почти не имело значения.
340-миллиметровые 28-калиберные орудия имели скорострельность порядка 1 выстрела за 4 минуты, и могли стрелять 420-килограммовыми снарядами на дистанцию до 8000 метров. 274-миллиметровые орудия имели такую же длину ствола в калибрах, но стреляли только на 6530 метров. Все орудия могли перезаряжаться при любом положении.
Артиллерия главного калибра располагалась ромбом: на носу, в вращающейся бронированной башне стояло 340-миллиметровое орудие, в центре корпуса, в бортовых барбетных установках стояли 274-миллиметровые орудия и на корме стояло второе 340-миллиметровое орудие в башенной установке. Такое расположение позволяло нацелить в любом направлении 3/4 всей крупнокалиберной артиллерии (что для французского флота, ценившего активное маневрирование с частым перестроением в бою, было весьма актуально), хотя и не позволяло навести на одну цель все орудия.

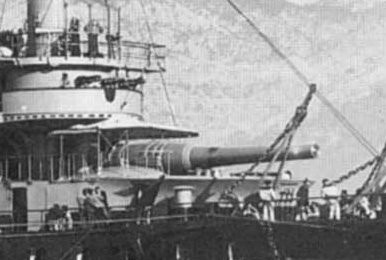
Носовое 340-миллиметровое орудие

Вспомогательная батарея броненосца состояла из восемнадцати 140-миллиметровых орудий, четырнадцать из которых стояли на главной палубе, и ещё четыре — в надстройке. Все орудия стояли в батарее, не защищённые бронёй.
Корабль также нёс десять 47-миллиметровых противоминных орудий Гочкиса, шесть из которых стояли в выступах надстроек над бортовыми барбетами главного калибра, и ещё четыре — на марсах мачт. Дополнительно, было установлено десять 37-миллиметровых револьверных орудий.
Торпедное вооружение состояло из пяти 480-миллиметровых надводных поворотных торпедных аппаратов, один из которых стрелял прямо по корме, а четыре других — по бортам в носовой части, стреляя в секторе до 60 градусов.

### Бронирование
Схема бронирования броненосца «Ош» была, в целом, развитием схемы защиты предыдущих океанских броненосцев. Сталежелезные плиты, производства фирмы «Крезо», прошли испытания в 1880 году и были признаны лучшими существующими на тот момент, далеко превосходя сварную броню «Компаунд».
Вдоль всей ватерлинии протянулся пояс из сталежелезных плит, толщиной от 450 миллиметров (в центре корпуса) до 350 миллиметров (на корме). Общая высота пояса составляла 2,3 метра в центре корпуса и 1,8 метра у оконечностей. Изначально это считалось достаточным, но из-за конструктивной перегрузки, большая часть пояса скрывалась под водой, и при полной загрузке над водой выступали только 0,3 метра высоты пояса. В сечении, плиты пояса представляли собой трапецию, наиболее толстую в верхней части и постепенно сужающуюся к нижней.
Пояс формировался из двух рядов плит, один над другим, положенных на тиковую подкладку. За счёт этого рассчитывали локализовать наносимый снарядами ущерб и упростить ремонт повреждений. На верхнюю кромку пояса была положена 80-миллиметровая железная броневая палуба, закрывавшая подводную часть корабля.
Броневые башни 340-миллиметровых орудий прикрывала 320-миллиметровая броня, подбашенные барбеты, в которых располагались механизмы поворота — 350-миллиметровая. Бортовые барбеты 274-миллиметровых орудий защищала 350-миллиметровая броня. Как и в предыдущих проектах, барбеты стояли на главной палубе и между ними и броневой палубой был незащищённый промежуток, но из-за меньшей высоты надводного борта уязвимость установок была существенно снижена.

### Силовая установка
Броненосец приводили в действие паровые машины общей мощностью до 11000 л. с. Максимальная скорость (при форсированной тяге) составляла 16 узлов. Без форсирования, максимальная скорость составляла порядка 12,5 узла.
Корабль описывал на максимальном ходу циркуляцию около 400 метров радиусом. Манёвренность и устойчивость на курсе считались очень хорошими. Однако из-за конструктивной перегрузки крен при развороте на максимальной скорости достигал 15 градусов.

### Носимые катера
При вступлении в строй, корабль был укомплектован 15 шлюпками. Дополнительно на каждом борту броненосца находилось по минному катеру, предназначенному для атаки неприятельских кораблей шестовыми минами. Оснащение крупных боевых кораблей носимыми минно-торпедными единицами в то время считалось вполне осмысленным: предполагалось, что броненосец сможет (при хорошей погоде) использовать свои миноноски для добивания потерявших ход кораблей противника или для ночной атаки блокированных кораблей в гавани.

## Боевая служба

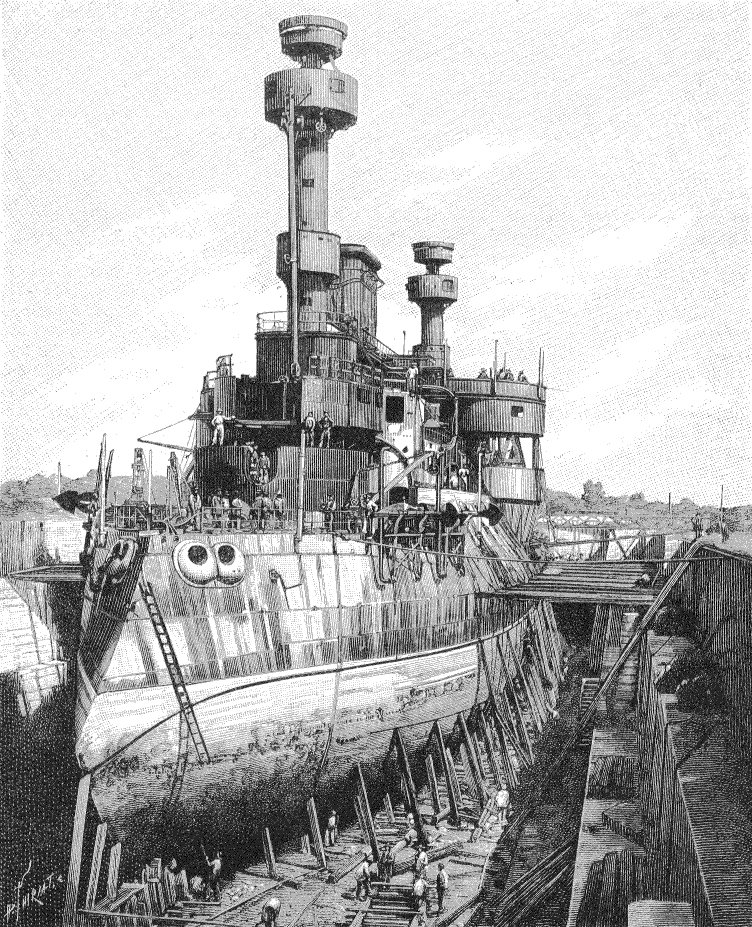
«Ош» в доке

Корабль вступил в строй в 1890 году. Он находился в непрерывной службе до 1894 года, когда был поставлен на первую модернизацию. В ходе неё попытались уменьшить явно избыточный верхний вес корабля путём демонтажа тяжёлой боевой грот-мачты и замены её на лёгкую сигнальную. Часть мостиков и надстроек демонтировали: убрали округлый выступ надстройки, нависавший над кормовой башней главного калибра.
Тем не менее, остойчивость корабля по-прежнему вызывала беспокойство, и в 1898 году, пользуясь случайным повреждением броненосца из-за навигационной ошибки, он поступил на модернизацию вторично. Фок-мачту понизили: навесную палубу над надстройками убрали. Котлы заменили на новые, и вместо устаревшей батареи вспомогательного калибра установили двенадцать новых скорострельных 140-миллиметровых орудий. Тем не менее, модернизация не особенно повысила боевые возможности уже морально устаревшего корабля.
«Ош» был списан и выведен в резерв в 1911 году. 25 ноября 1913 года его потопили на учениях.

## Оценка проекта
Отличаясь революционным для французского кораблестроения дизайном, «Ош» стал гораздо более совершенным кораблём, чем его предшественники. Уменьшение высоты надводного борта позволило существенно сократить уязвимую для снарядов площадь, не защищённую броней: ромбическое расположение артиллерии теоретически позволяло эффективно концентрировать огонь трёх из четырёх крупнокалиберных орудий в любом направлении. При этом 340-миллиметровые пушки были расположены в броневых башнях и надёжно защищены. "На деле попытка выстрелить из средних крупнокалиберных орудий по диаметральной плоскости привела бы к таким повреждениям надстроек, что корабль пришлось бы ремонтировать не меньше, чем после вражеского обстрела" .
Тем не менее, этот броненосец также не был лишён недостатков, главным из которых оказалась низкая остойчивость. Разворачиваясь на полном ходу, «Ош» кренился на 15 градусов. Это было вызвано избыточно тяжёлыми надстройками и чрезвычайно громоздкими боевыми мачтами, установка которых во многом была вызвана политическими причинами и постоянными пересмотрами проекта. Броненосец был перегружен, и большая часть броневого пояса скрывалась под водой.
Несмотря на все недостатки, «Ош» был мощным кораблём, и французский флот считал его очень удачным, повторив конструкцию в последующих броненосцах типа «Марсо». Впервые применённое на «Ош» ромбическое расположение орудий главного калибра впоследствии неоднократно повторялось на французских военных кораблях, и кораблях, строящихся во Франции для других стран.

## Комментарии
1. 1 2  При постройке
2. ↑  Аналогичные ставившимся на «Terrible»
3. ↑  Из-за обилия надстроек корабль получил прозвище «плавучий Гранд-Отель»
4. ↑  Вызванных необходимостью платить репарации Германии после неудачной для Франции войны 1871 года.
5. ↑  Орудия британских броненосцев, например, требовали для перезарядки разворота в диаметральной плоскости.
6. ↑  В ходе испытаний, проводившихся по заказу итальянского правительства, сталежелезные плиты «Крезо» и компаундовские плиты британской фирмы «Браун» были обстреляны сначала из 430-миллиметровых, а затем из 250-миллиметровых орудий. Итальянцы хотели проверить, какая их плит менее подвержена растрескиванию. В ходе испытаний, 430-миллиметровые снаряды пробили обе плиты насквозь, но плита «Браун» после этого развалилась на куски, а плита «Крезо» сохранила прочность и выдержала удары 250-миллиметровых орудий.
7. ↑  Моделист-конструктор 5, 1992 год, «Французские толстяки с шейными повязками», стр. 26-27, вкл.3